# Nature morte aux pêches et aux poires
La Nature morte aux pêches et aux poires, ou Nature morte au sucrier, est une huile sur toile du peintre français Paul Cézanne (1839-1906) conservée au musée Pouchkine de Moscou. Elle date des années entre 1888 et 1890 et mesure 61 × 90 cm.
Cette toile faisait partie de la collection d'Ivan Morozov qui l'a achetée en 1912 à Ambroise Vollard. La collection de Morozov a été nationalisée au printemps 1918 par un décret de Lénine et transférée au musée d'art moderne occidental de Moscou jusqu'en 1948, date à laquelle la collection a été répartie entre le musée de l'Ermitage et le musée Pouchkine. Cette toile se trouve donc depuis 1948 au musée Pouchkine. Elle a été exposée en 1926 à Moscou, en 1936 à l'Orangerie de Paris, en 1955 à Moscou, en 1956 à Léningrad.
Cette nature morte est similaire à la nature morte que Cézanne a peinte à la même époque et qui est conservée aujourd'hui au Nasjonalmuseet d'Oslo.